# 世界互联网大会
世界互联网大会是由中央网络安全和信息化委员会办公室（中央网信办）、浙江省人民政府主办的大型会议與組織，计划每年举办一届。活动地点定于浙江烏鎮。
2016年起，在正式啟用的乌镇互联网国际会展中心舉辦，分會議中心、接待中心和展覽中心三個功能區塊，主會議廳烏鎮廳可容納3,000人同時與會，此處將作為世界互聯網大會召開的永久會址。2022年7月12日，世界互联网大会国际组织成立，擴大討論跨國網路商業建設、互動模式、技術等問題，总部设在中国北京市。

## 沿革

### 首屆
首届世界互联网大会举办于2014年11月19日至21日，首屆的主題爲「互联互通，共享共治」。中共中央政治局常委、中国国务院总理李克强会见出席大会的中外代表并同他们座谈。会议期间，中方提出包括“尊重各国网络主权”、“广泛传播正能量”等在内的九点倡议。有报道称，在此次会议闭幕前，中方曾采取措施，希望就包含“尊重各国网络主权”等内容的声明《乌镇宣言》达成共识，但未能成功。

### 第二届
第二届世界互联网大会于2015年12月16日－18日举办共120國參加，主题为“互联互通，共享共治——构建网络空间命运共同体”。开幕式由中共中央政治局常委、中央书记处书记刘云山主持，中共中央总书记、中国国家主席习近平亲临现场并发表主旨演讲。此外，会场上共设置了10场论坛、22个议题，涉及网络文化传播、互联网创新发展、数字经济合作、互联网技术标准、网络空间治理等前沿热点问题。
习近平在大會演講明確提出「现有网络空间治理规则难以反映大多数国家意愿和利益，全球互聯網的管理體制必須由全球所有國家一起參與制定，並以符合多數國家的利益觀為前提，世界網路要如何運作與管理不能由某一國說了算或是某幾國私下說了算。」共同构建网络空间命运共同体的概念，中國以坚持尊重網路主權、维护和平安全、促进开放合作、构建良好秩序四大步驟為主，共同构建和平、安全、开放、合作的互联网这个人类的共同家园，是中国为改进全球互联网治理体系而做出的伟大贡献。

### 第三届
第三屆世界互聯網大會舉辦於2016年11月16日－18日，主題為「創新驅動 造福人類——攜手共建網絡空間命運共同體」（Innovation-driven Internet Development for the Benefit of All – Building a Community of Common Future in Cyberspace）。 時任中共嘉興市委副書記、市長胡海峰出席大會。

### 第四届
第四屆世界互聯網大會于2017年12月3日至5日举办，以“发展数字经济促进开放共享——携手共建网络空间命运共同体”为主题。

### 第五届
第五屆世界互聯網大会於2018年11月7日至11月9日舉行，主题为“创造互信共治的数字世界——携手共建网络空间命运共同体”。
世界知識產權組織總幹事佛朗西斯，2015年圖靈獎得主菲迪等人受邀在大會致詞。

### 第六屆
第六屆世界互聯網大會於2019年10月20日至10月22日舉行，以“智能互聯 開放合作——携手共建网络空间命运共同体”为主题，80多个国家和地区的约1500名嘉宾與會。中國現代國際關係研究院、上海社會科學院及武漢大學，共同發表《網絡主權：理論與實踐》成果文件，進一步強化網路主權的主張與實踐進度。

### 世界互联网大会·互联网发展论坛
受2019冠狀病毒病疫情影響，2020年不舉辦第七屆世界互联网大会，改為11月23日至24日在浙江乌镇舉辦世界互联网大会·互联网发展论坛。

### 第八届
第八届世界互联网大会于2021年9月26日至28日在浙江乌镇召开，主题是“迈向数字文明新时代——携手构建网络空间命运共同体”。大会采用“线上+线下”相结合的方式举办，除在乌镇设置实景会场举办各项活动外，还将邀请部分重要嘉宾以线上形式参会。

### 2022年世界互联网大会
2022年7月12日，世界互聯網大會國際組織成立，2022年11月9日，2022年世界互联网大会乌镇峰会在浙江乌镇开幕。

### 2023年世界互联网大会
2023年11月8日，2023年世界互联网大会乌镇峰会在浙江乌镇开幕。聚焦於人工智能的治理。11月10日閉幕。

## 安全保障
在第二届会议举办期间，乌镇实施了全面的“戒严”，政府也已經設立了一個专门的安保總部。其中，南京軍區的裝甲車部隊進駐乌镇，平均每500米就有武警和警察站崗巡邏，並隨時封路。而會場所在地於10日起停止對外開放，场内只允许會務人員、志願者、記者和安保人員入内。此外，大會期間，所有車輛進入烏鎮必须持有通行證，當地居民进出乌镇需登記身份證号码和地址，并实施3层安检制度。媒体报道指出，相对于第一届而言，第二届会议的安保工作更加严格。

## 通信及媒體管制
为了保证第一届会议的顺利进行，会议期间由中國電信提供了专用无线网络“iWifi-Wuzhen”，能保证会议期间5万人同时上网。在11月19日至21日会议召开期间，北京政府暂停了对主办地乌镇专用无线网络“iWifi-Wuzhen”的网管措施。通过此Wifi，到访乌镇的嘉宾、记者以至普通游客们都可以正常使用Facebook、Twitter、美国之音、德国之声、自由亚洲电台、BBC中文網等被防火長城封锁的网站。而登记使用“iWifi-Wuzhen”专用无线网络，用户必须在登入页面使用本人的手机号码注册，获取验证码后才可以使用。此次网管措施的临时解禁在21日随着会议的结束而停止，但覆盖乌镇全区域的iWifi将在会后永久提供免费服务。至于使用普通手机3G、4G数据网络的用户，即使身在乌镇，则仍然受制于防火长城的管制，無法直接使用被封鎖的網站。
为了保证第二届会议的顺利进行，大会组织者向与会者提供了一套特殊的用户名和密码，用此用户名和密码登陆专用无线网络后，可以自由浏览包括Facebook和Twitter在内的境外社交和新闻网站。被認為相對麻煩，因如果直接使用当地的互联网络，则依然无法浏览这些网站。
第二屆世界互聯網大會相比上一屆而言，有更多的記者到場自由採訪。但仍然有部分報社等媒體的記者被拒絕入場採訪，比如紐約時報等歐美國家媒體的記者們。另外，在場的同聲傳譯被認為有曲解部分到場演講人士原話的成分，像是維基百科創始人之一吉米·威尔士的講話「我相信这样做的结果——任何政府想要控制信息流的想法都将是过时的，而且不可能做到。（原文：I believe as a result of this, the idea that any one government can control the flow of information of what people know in their territory will become completely antiquated and no longer possible）」，被同聲傳譯說成「还有就是政府能够在各自的领域当中对人们互相之间的沟通进行很好的分析」，表達的意思與原文完全相反，原文表達對政府對網路的內容審查的反對意見，被錯譯成是吉米支持北京政府進行網際網路內容審查的政策的意思。因此大會被指有利用語言交流障礙蒙蔽語言不通人士之嫌。

## 评价
中共中央和中國政府主導舉辦的世界互聯網大會，被網際網路業者認為，是中國政府向全球業者提出當前網際網路存在的問題以及中國政府的對應政策的會議。
中國的官方媒體發表評論，認為中共中央總書記習近平的演講，表現了中國對網際網路發展積極樂觀的態度，以及中國「將為建立數位絲綢之路，以達成雙贏的資訊基礎設施合作關係」；新华网评价称，中国网友对世界互联网大会做出了极高的评价。
而一些網際網路自由組織及人權組織則批評，該會議是「中國政府向全世界遊說並推廣其網際網路管制（包括審查及監視）政策的平台」，而且這些管制政策對不少其它國家或地區的政府有吸引力，加上即將離任的ICANN執行長法迪·切哈德在第二屆大會上也對中國式的網際網路管理模式表示贊同，令這些機構預估未來的言論自由以及個人隱私空間將大大收窄；无国界记者曾呼吁抵制第二届世界互联网大会；國際特赦組織基於「烏鎮宣言」倡議全球的資訊科技業者抵制第二屆世界互聯網大會。中國人權周刊直接引用一些中國大陸網友的評論，戲稱世界互聯網大會為「局域网大會」。甚至許多全球巨頭企業起初也沒有參加，使得活動一度十分尷尬，但這些國際公司後來的出席顯示，烏鎮被視為一個接觸主導網路審查官員的一個機會，以迎合中國市場的需要。